# 赵廷光 (1931年)
赵廷光（1931年8月—2020年9月1日），男，瑶族，云南富宁人。中国政治人物，云南省人民政府原副省长，云南省政协原副主席。

## 生平
1951年参加工作，历任云南富宁县乡政府文书、土改工作队队长、区助理员、秘书、副县长。1956年9月至1958年8月，为中央民族学院政治系第五期政治研究班学员，曾任全国少数民族调查组小组长。1958年4月，当选新成立的文山壮族苗族自治州副州长，兼任富宁县委副书记。
文化大革命开始后，在五七干校劳动，担任富宁县革命委员会副主任、文山州革委会边民组组长、富宁县委书记、文山壮族苗族自治州革委会副主任兼宣传部部长等职。1977年，任文山壮族苗族自治州委副书记兼州纪委代书记、州政协主席。1983年，任云南省委副书记、政法委书记。1985年，调任省委宣传部部长。1988年，任云南省副省长。1993年4月，当选云南省政协副主席。2004年7月退休。2008年4月，任云南抚仙湖与世界文明研究会（2012年改称云南中华文明研究会）会长。
赵廷光是第四、五届全国人大代表（1975年－1983年）。第八、九届全国政协委员（1993年－1998年）。云南省民间文艺家协会第一届理事会副主席（1981年－1989年），第二、三届理事会名誉主席（1989年－2005年）。
2020年9月1日18时14分在昆明逝世。

## 出版物
- 赵廷光 (著). . 昆明: 云南人民出版社. 2019. ISBN 978-7-222-18267-7 （中文）.
- 赵廷光; 赵廷龙 (著). . 昆明: 云南人民出版社. 2013. ISBN 978-7-222-11467-8 （中文）.
- 赵廷光 (著). . 昆明: 云南人民出版社. 2015. ISBN 978-7-222-12520-9 （中文）.
- 赵廷光 (编). . 昆明: 云南人民出版社. 2009. ISBN 978-7-222-06191-0 （中文）.
- 赵廷光 (编). . 昆明: 云南民族出版社. 2008. ISBN 978-7-5367-4100-3 （中文）.
- 赵廷光 (著). . 昆明: 云南大学出版社. 2007. ISBN 978-7-81112-221-3 （中文）.
- 赵廷光 (著). . 北京: 中央民族大学出版社. 2002. ISBN 7810567004 （中文）.
- 赵廷光; 刘达成 (著). . 昆明: 云南民族出版社. 1998. ISBN 9787536716209 （中文）.
- 赵廷光 (著). . 昆明: 云南民族出版社. 1990. ISBN 9787536704299 （中文）.